# Macrobiotus nelsonae
Macrobiotus nelsonae är en djurart som tillhör fylumet trögkrypare, och som beskrevs av Guidetti 1998. Macrobiotus nelsonae ingår i släktet Macrobiotus och familjen Macrobiotidae. Inga underarter finns listade i Catalogue of Life.